# Enfanforme
Enfanforme est une émission de télévision québécoise pour les enfants de 4 à 8 ans composée de 64 épisodes de 14 minutes diffusée du 2 mars 1991 à 1992 sur le Canal Famille. Elle est rediffusée sur cette même chaîne jusqu'en mai 1996 et plus tard sur TQS.

## Synopsis
Animée par Élyse Marquis (Chloé) et Joël Legendre (Pélo), l'émission cible les jeunes enfants et présente différents exercices physiques à imiter. Non seulement cette émission incite à faire de l'exercice, mais en plus, les animateurs encouragent leur public à la relaxation et à la saine alimentation. D'ailleurs, à la fin de chaque épisode, ils récitent un mot de passe secret : « Parole de kiwi, mange tous tes fruits, cherche le zucchini qui zoue en bikini ». En plus, le décor dans lequel Pélo et Chloé font de l'exercice se compose de fruits et de légumes.

## Production
L'émission est réalisée par Hélène Girard et produite par Denis Dubois et Pierre Blais. L'ensemble des émissions a été tourné en une dizaine de jours.

## Fiche technique
- Scénarisation : Normand Mongeon
- Réalisation : Hélène Girard
- Société de production : Trinôme inc[5].